# Melgosa (Burgos)
Melgosa es una localidad del municipio burgalés de Valle de las Navas, en la Comunidad Autónoma de Castilla y León (España). 
La iglesia está dedicada a santa Eulalia virgen y mártir.

## Localidades limítrofes
Confina con las siguientes localidades:
- Al noreste con Rublacedo de Abajo.
- Al este con Rublacedo de Arriba.
- Al sureste con Caborredondo.
- Al sur con Tobes y Rahedo.
- Al oeste con Cobos junto a la Molina.
- Al noroeste con Quintanarruz.

## Demografía
Evolución de la población
| Gráfica de evolución demográfica de Melgosa entre 2000 y 2017      |
|                                                                    |
| Población de derecho (2000-2017) según el padrón municipal del INE |

## Historia
Así se describe a Melgosa en el tomo XI del Diccionario geográfico-estadístico-histórico de España y sus posesiones de Ultramar, obra impulsada por Pascual Madoz a mediados del siglo XIX:

Lugar con ayuntamiento en la provincia, partido judicial, diócesis, audiencia territorial y capitanía general de Burgos (5 leguas). Se halla situado entre cuestas muy pendientes, combatido de todos los vientos y su clima bastante frío. Tiene 23 casas, un pósito y una iglesia parroquial (Santa Eulalia), servida por un cura párroco y un sacristán. El término de este pueblo confina con los de Rublacedo de Arriba y de Abajo, Carcedo, Barcena, Quintan Urría, Valdearnedo y Arconada. El terreno participa de monte y llano; es de mediana calidad y cruza por la jurisdicción un pequeño arroyo. Caminos: el que dirige a Cobos y a Santa Olalla. Producciones: trigo, cebada, yeros, avena y ganado. Industria: la agrícola. Población: 16 vecinos, 58 almas. Capital productivo: 328.320 reales. Imponible: 30.291. Contribución: 1.076 reales, 20 maravedíes.
Diccionario geográfico-estadístico-histórico de España y sus posesiones de Ultramar